# Föreningen Norden
Föreningen Norden i Sverige är en ideell förening som arbetar för att öka samarbetet inom och från Norden. Föreningen bedriver verksamhet kring folkbildning, språk, kultur, historia och samhällsutveckling i Norden och omvärlden. Det sker bland annat genom att skapa kontakter, kommunikation, kunskap, koordinera verksamhet för att uppnå önskad kulturutveckling. Föreningen Norden har olika typer av medlemmar: enskilda personer, skolor, bibliotek, företag, förbund och offentliga organisationer. 
Förbundsordförande Åsa Torstensson valdes av fullmäktige år 2020.
Föreningen Norden är organiserad i lokalavdelningar och distrikt. Föreningen har ett centralt kansli i Stockholm.
Föreningen Norden administrerar de bilaterala fonderna Svensk-danska kulturfonden och Svensk-isländska samarbetsfonden.
Föreningen Norden har en egen medlemstidning, Nordens Tidning, som utkommer fyra gånger per år och har en upplaga på 7 000 exemplar.
Föreningen är en partipolitisk och religiöst obunden organisation och bildades 1919. Föreningen är huvudman för Nordens folkhögskola Biskops-Arnö.

## Symbolen
Symbolen är likadan för samtliga systerförbund i Norden, både för moderförbunden och ungdomsförbunden. Symbolen föreställer en glob, och högst upp på toppen finns det 8 prickar som symboliserar de 5 nordiska staterna och deras 3 självstyrande områden